# Tulipannatten
|  | Denne artikel er oprettet af botten PalnaBot ud fra en ekstern database. Den kan derfor have sproglige fejl eller mangler. Denne skabelon kan fjernes efter kontrol af indholdet. |

Tulipannatten er en film instrueret af Vibeke Muasya.

## Handling
Gamle Emma er fremmedgjort og tilsidesat. Ensom med sin undulat Hannibal giver hun sig selv en 'rolle' som 'vogter' af opgangens unge og travle beboere gennem brevsprækkens afskårede udsnit. En munter og enkel film om liv og død, fremmedhed og fælles ...